# البلدة القديمة (غزة)
البلدة القديمة (غزة)هي مدينة غزة القديمة، والجزء التاريخي لمدينة غزة الحالية، وأقدم منطقة في قطاع غزة، توجد في البلدة القديمة العديد من المباني الأثرية تقدر بـ280 مبنى، من بينهم 146 بيت أثري قائم، و15 معلم أثري عام يرجع تواجدها الى عصر الدولة المملوكية وعصر الدولة العثمانية تتمثل تلك المباني من عدة مساجد وكنائس و5 حمامات عامة وأسواق ومدارس وزوايا ومقابر تاريخية، من المعالم البارزة في البلدة، المسجد العمري الكبير الذي يقع وسط المدينة، وهو من أقدم مساجد غزة وثالث أكبر مسجد في فلسطين بعد المسجد الأقصى بالقدس، ومسجد أحمد باشا الجزار في عكا، وكنيسة القديس برفيريوس ثالث أكبر كنيسة في العالم بالإضافة الى مسجد كاتب الولاية وحمام السمرة.
حاليًا أصبحت أغلب المنازل التقليدية في البلدة مهجورة وباقي المباني مسكونة من عدد قليل من السكان، أو تحول الى مركز خدمي، كما أن عدد من شواهد ومعالم المدينة أختفت جراء اتساع مساحة البلدة القديمة على مر العصور التي كونت مدينة غزة الحالية، تتكون البلدة من 4 أحياء هم: حي الزيتون وهو أكبر حي في البلدة، وحي التفاح، وحي الشجاعية، وتتوزع في داخل الثلاث أحياء أغلب المباني والبيوت الأثرية، أما الحي الرابع هو حي الدرج، وكشبيهاتها من البلدات القديمة كانت لديها عدة مداخل، قُدرت بـ8 أبواب تتوزع في سور شبة دائري يحاط بالبلدة كاملة، وهم: باب البحر، وباب ميماس، وباب البلاخية، وباب عسقلان، وباب الخليل، وباب المنطار، وباب الداروم.

## أحياء البلدة القديمة
حي الزيتون
حي الزيتون أكبر أحياء مدينة غزة وثاني أكبر حي في عدد السكان يوجد الحي في مركز المدينة القديمة ويمتد جنوبًا حتى جنوب شارع عمر المختار، قديمًا كان متصل بحي الدرج حتى الحرب العالمية الأولى، تُقدر مساحته حوالي 9156 دونم ويوجد به 78 ألف نسمة حسب تقديرات إحصاء عام 2015، تغطي أشجار الزيتون المنطقة الجنوبية منه منذ زمن بعيد لذلك وعلى إثر ذلك سُمي بحي الزيتون، دُمرت العديد من تلك الأشجار بسبب الحروب الإسرائيلية على القطاع، كان قديمًا يتواجد في حي الزيتون أسواق عدة مثل:- سوق النجارين وسوق السروجية، أما للمباني الأثرية فاتوجد في الحي كنيسة القديس برفيريوس والتي بنيت في القرن الخامس الميلادي، وقبر الأسقف بيرفوريوس موجود في الكنيسة، كما يتضمن الي عدة دور عبادة إسلامية مثل: مسجد كاتب الولاية وجامع الشمعة الذي قُصف في الحرب على قطاع غزة 2014، واختفت كثير من معالمه، ومسجد العجمي، وفي جنوب الحي توجد مقبرة "تربة الشهداء" مصحوبة بشاهد كبير رخامي كتب عليه أسماء الشهداء للمدينة عبر العصور.
حي الدرج
يقع حي الدرج وسط مدينة غزة، كان يسمى سابقًا حي بني عامر ينسب الإسم لقبيلة بني العامر التي استوطنت غزة قديمًا، ثم سمي بحي البرجلية يدل الإسم على محاربين الدولة المملوكية الذين كانوا يحمون المدينة، تُقدر مساحة الحي حوالي 2432 دونمًا، يوجد به 52 ألف نسمة حسب تقديرات احصاء 2015، يحتوى الحي على عدة حارات منها: حارة السدرة وحارة قرقش وحارة الفواخر التي كانت تقع في غرب الحي وسميت بذلك الإسم لإشتهارها بصناعة الفخار، وحارة بني عامر وحارة السيد هاشم، ومن الأسواق القديمة التي لازالت موجودة سوق القيسارية، أما الباقي مثل سوق خان الكتان اختفى اثره وسوق الغلال تبقى منه بعض أثره، كان يطلق على سقف الحي السباط أشهره سباط المفتي وقد أزيل في الستينات، من أشهر معالم المدينة هو المسجد العمري الكبير الواقع في وسط الحي، بالإضافة الى مسجد الشيخ خالد، ومسجد الشيخ زكريا، ومسجد الوزيري، والزاوية الأحمدية، وجامع السيد هاشم، ولا توجد حمامات عامة حاليا في الحي بسبب اندثارها مثل حمام السوق، وحمام العسكر، وتشتهر المدينة بقصر الباشا أو قصر آل رضوان وهو قصر مائل يتكون من طابقين، تم بنائه خلال فترة الدولة العثمانية، سمي في بداية القرن السادس عشر بقلعة نابليون لاتخاذه آن ذاك مقر له أثناء احتلاله لمدينة عكا.
حي الشجاعية
يقع حي الشجاعية شرق مدينة تليّة غزة القديمة، ومبني خارج أسوارها وتقدر مساحته حوالي 14305 دونم، ويبلغ عدد سكانه 110 ألف نسمة حسب تقديرات إحصاء 2015، أُنشأ الحي في عهد الدولة المملوكية، ويمارس عدد كبير من سكان الحي الصناعات الخفيفة واليدوية، سمي الحي بهذا الإسم تخليدًا لشجاع الدين الكردي الذي استشهد في احدى معارك الحملات الصليبية عام 637هـ، يحتوي الحي على 4 مناطق سكنية وهي: التركمان بمساحة 2895 دونم، والتركمان الشرقية بمساحته 3700 دونم وتعد أغلب مساحة المنطقة أراضي زراعية، ومنطقة الجديدة بمساحة 2760 دونم، والجديدة الشرقية بمساحة 4950 دونم، يوجد بالحي أسواق تجارية ومحلات للصناعات الحرفية كما يحتوي على أكبر سوق ملابس في المدينة، من تلك الأسواق سوق الجمعة وسوق الحلال لتجارة الأغنام، أما بالنسبة للمعالم الأثرية في الحي فتوجد جامع أحمد بن عثمان أو الجامع الكبير الذي يحتوي على قبر الظاهر برقوق، وأحد مماليك للسلاطين يدعى يلخجا، بالإضافة الى مسجد الهواشي، ومسجد الشيخ مسافر، ومسجد السيدة رقية، ومسجد الدار قطني، وجامع الظفر دمري، وتم دميره بالكامل في الحرب على غزة 2014، توجد في الحي أضرحة ومقابر مثل: مقبرة القديمة والشهداء بجانب مقبرة التونسي وتسمى أيضًا بمقبرة التفليسي.
حي التفاح
يقع شمال تلة غزة القديمة، ويقدر مساحتة بحوالي 2843 دونم، وعدد سكانه 37 ألف نسمة حسب تقديرات إحصاء 2015، لكثرة مزارع التفاح في تلك المنطقة سمي بحي التفاح، وكان يوجد خان يطلق عليه خان حكر التفاح، وكان يطلق عليه أيضًا حكر التفاح، يوجد بالحي عدة مساجد وأضرحة مثل: مسجد الأيبكي وقبر للشيخ عبدالله الأيبكي المسمى به المسجد، وجامع على بن مروان الذي دفن فيه، كما يوجد ضريح الشيخ سعد الدين بشير، ومقبرة الدررية ومقبرة الحرب العالمية الأولى، يوجد بالحي منطقة تسمى المشاهرة نسبة لقبيلة المشاهرة العربية التي قطنت غزة منذ عصور.

## آثار الحروب الإسرائيلية على البلدة القديمة
في حرب غزة عام 2014، تعرضت بعض المعالم الأثرية للقصف والتدمير الجزئي مثل جامع الشمعة ودُمر أجزاء من المسجد العمري الكبير آن ذاك، بينما تعرض جامع القطز دمري للتدمير الكامل، في حرب غزة 2023، تم تدمير عدد كبير من المعالم حيث في 8 ديسمبر/كانون الأول 2023 دُمر المسجد العمري الكبير بشكل شبه كلي، وفي نفس الشهر تعرض قصر الباشا للقصف. كما قُصفت كنيسة القديس برفيريوس في 19 تشرين الأول/أكتوبر 2023 ونتج عن ذلك القصف 18 قتيل ممن كانوا يحتمون بالكنيسة.  